# Marc Claudi Marcel (cònsol 222 aC)
Marc Claudi Marcel (en llatí Marcus Claudius M. F. M. N. Marcellus) va ser un magistrat romà, el més important de la família dels Claudi Marcel, cinc vegades cònsol i conqueridor de Siracusa. Va néixer poc abans del 268 aC i va morir el 208 aC

## Inicis de la magistratura
Va rebre entrenament militar en la seva joventut, però la seva educació en altres camps no era massa bona.
La primera magistratura que se li coneix és la d'edil curul l'any 226 aC durant la qual va acusar al seu col·lega Gai Escantini Capitolí per un insult contra el seu fill, i Capitolí va haver de pagar una multa el producte de la qual Marcel va utilitzar per comprar objectes de culte sagrat pels temples. Un mica després va ser escollit àugur.

## Primer consolat
L'any 222 aC va ser elegit cònsol per primera vegada. Els ínsubres, derrotats l'any anterior pels cònsols Publi Furi Fil i Gai Flamini, li van demanar la pau però va rebutjar els oferiments, d'acord amb el seu col·lega Gneu Corneli Escipió, i un any més els romans van fer la guerra als gals. Aquestos llavors van demanar ajut als gesats (gaesatae) de més enllà dels Alps, que van enviar trenta mil homes. Tot i així Marcel i el seu col·lega van envair les planes del riu Po i van assetjar la ciutat ínsubre d'Acerrae i els gals, amb deu mil homes, van respondre assetjant Clastídium. Marcel els va enfrontar i en una batalla va destruir el cos d'exèrcit gal prop de Clastídium. El cap gal Britomaris o Viridòmar va ser mort per Marcel de pròpia mà. Després va tornar a Acerrae que poc després va conquerir. La següent conquesta va ser Mediolanum la ciutat més important de la regió. Els ínsubres es van sotmetre incondicionalment. Encara que Escipió va tenir una part important en la campanya (sinó la principal) només Marcel va rebre els honors del triomf i obtingué l'spolia opima.
No se l'esmenta en els següents anys fins després de la batalla del llac Trasimè. El 216 aC era pretor i se li va donar el comandament a Sicília, però encara era al port d'Òstia a punt de sortir quan va ser cridat a Roma al saber-se la notícia del desastre de la batalla de Cannes (216 aC). Se li van donar les corresponents instruccions i després de deixar 1.500 dels seus homes a Roma, amb la resta va anar a buscar al que quedava de l'exèrcit romà i va portar els homes cap a la Campània on va acampar prop de Suessula.
Mentrestant Càpua havia obert les portes a Hanníbal i Marcel va arribar just a temps per impedir que Nola fes el mateix. Quan Hanníbal es va acostar a la ciutat, Marcel, que era allí, va fer una sobtada sortida i va rebutjar als cartaginesos. Va ser una petita victòria però que va tenir un gran efecte moral entre els romans. Marcel va fer matar 70 dirigents de la ciutat favorables als cartaginesos i va retornar a Suessula, però no va poder impedir que els cartaginesos conquerissin Casilínum.

## Segon consolat
Aviat el van cridat a Roma per consultes amb el dictador Marc Juni Pera i el seu magister equitum Tiberi Semproni Grac II. Llavors va rebre el rang de procònsol i va retornar a Campània. Allí va rebre notícies que Postumi, elegit com a cònsol pel 215 aC, havia mort a la Gàl·lia Cisalpina i Marcel va ser escollit al seu lloc. El senat, hostil al fet que els dos consols foren plebeus, va rebutjar l'elecció dels comicis amb l'excusa d'auguris desfavorables, i Marcel va obeir i va renunciar a l'elecció retornant a Campània com a procònsol. L'any 215 aC va tornar a defensar Nola contra Hanníbal, a la Segona batalla de Nola, també amb èxit.

## Tercer consolat
A l'elecció del 214 aC, Marcel va ser nomenat cònsol per tercera vegada junt amb Quint Fabi Màxim Berrugós. La campanya d'aquell any va tenir pocs resultats importants. Per tercera vegada va rebutjar un atac cartaginès a Nola i quan els púnics van marxar al sud contra Tàrent, va aprofitar per assetjar Casilínum, on la guarnició cartaginesa finalment va capitular a condició de salvar la vida que els va garantir Fabi Màxim, però Marcel no va respectar l'acord i els va fer matar a tots. Fabi només en va poder salvar a 50 als que va deixar escapar.
El senat li va ordenar tot seguit d'anar a Sicília (vers agost o setembre del 214 aC). Arribat ràpidament a l'illa es va trobar que la mort Jerònim de Siracusa, inicialment favorable als romans, havia portat virtualment al partit cartaginès al poder, primer amb Andranòdor de Siracusa (que aviat va passar al camp romà) i després amb Epícides de Siracusa i Hipòcrates de Siracusa. Inicialment Marcel va tractar de negociar i fins i tot va aconseguir que els ambaixadors romans entressin i la ciutat i obtinguessin sentència de desterrament contra els dos caps favorables a Cartago que van marxar a Leontins la qual va ser ocupada pels romans, on hi van exercir sagnants represàlies i van matar 2.000 desertors romans que van trobar. Aquestes crueltats van aixecar als siracusans contra Roma, i les forces siracusanes i sobretot els mercenaris, es van unir a Hipòcrates i Epícides que ara eren a Erbessos i que van recuperar el poder.

### La caiguda de Siracusa
Marcel, les crueltats del qual eren la causa del que havia passat, es va presentar davant Siracusa i la va assetjar. Els seus atacs principals eren contra el barri d'Acradina per la part de mar. La ciència d'Arquímedes, que va inventar diversos aparells per la defensa, va fer impossible la conquesta, i Marcel va haver de convertir el setge en bloqueig. Mentre durava aquest, va deixar al seu legat Appi Claudi Pulcre a Siracusa i va fer operacions a altres parts de l'illa, conquerint Heloros i Erbessos i destruint Megara Hiblea. Himilcó es va apoderar d'Agrigent, però Marcel va poder derrotar a Hipòcrates de Siracusa prop d'Acres. Llavors va avançar Himilcó, i Marcel es va haver de retirar cap al seu camp prop de Siracusa i en aquesta zona i al resta de l'illa es van produir enfrontaments limitats, ja que cap de les dues parts es podia imposar a l'altra. Aquestos combats van suposar alguns avantatges pels cartaginesos: Murgàntia, amb uns importants magatzems militars, es va rendir als cartaginesos, i Enna no va obrir les portes als cartaginesos per la bàrbara matança dels seus habitants ordenada pel governador Luci Pinari, matança que encara va separar més als siracusans dels romans.
Ja havia arribat l'estiu del 212 aC i Siracusa seguia bloquejada. Llavors Marcel va detectar una zona de la muralla de Siracusa poc protegida i de nit va atacar en aquest punt i es va apoderar d'Epípoles i tot seguit dels barris de Tyche i Neapolis que van ser saquejats. Els cartaginesos sota Himilcó van fer un intent de salvar la ciutat però els seus atacs eren sistemàticament rebutjats. Marcel va renovar els atacs. Un cop d'estat interior dirigit per Mericus, cap dels mercenaris hispans, va obrir les portes de la ciutat a Marcel que hi va entrar i la va sotmetre a saqueig. Les vides dels habitants van ser respectades (alguns van morir com Arquímedes) però van quedar tant pobres que molts es van haver de vendre a si mateixos com esclaus per subsistir. Marcel es va apoderar del tresor i de les obres d'art, que va entregar als temples de Roma.
Els cartaginesos només controlaven Agrigent (governada per Hannó i ara també per Epícides) com a ciutat important, però des d'allí Mutines feia incursions a l'interior. Marcel es va dirigir contra aquesta base i va derrotar a Hannó però no va ocupar la ciutat.
L'any 211 aC es va dedicar a arranjar els afers de l'illa. Abans de l'estiu va entregar el comandament al pretor Marc Corneli Dolabel·la quan encara Mutines resistia i Agrigent no havia estat conquerida. Per tant, el senat li va refusar els honors del triomf i només li va concedir una ovació. La va celebrar amb més magnificència que molts triomfs mercès al botí fet a Siracusa.

## Quart consolat
Va ser elegit cònsol per quarta vegada el 210 aC junt amb Marc Valeri Leví. Només entrar en el càrrec es van aixecar veus contra el seu comportament a Sicília. Tot i que alguns autors el lloen (especialment Plutarc), sembla que la seva conducta va ser prou criminal com per indignar els seus propis conciutadans. Diputats de les ciutats sicilianes van començar a presentar queixes al senat on van trobar força suport, si bé finalment van ratificar els seus actes. Tanmateix, com a procònsol li corresponia Sicília i el van obligar a bescanviar-la per Itàlia amb l'altre cònsol. Més endavant, els sicilians es van reconciliar amb Marcel i el van declarar patró de Siracusa, on es va establir un festival anual conegut com la Marcel·lea que es va celebrar fins al temps de Verres (73 aC).
Marcel com a cònsol es va unir a l'exèrcit consular a la Pulla i va conquerir Salàpia, on el notable local Blasi li va obrir les portes, i després dues ciutats més al Samni. Mentre, Hanníbal va sorprendre i aniquilar l'exèrcit de Gneu Fulvi Centumal II a la Segona Batalla de Herdonia i Marcel va marxar contra el cartaginès. Els dos exèrcits es van enfrontar prop de Numistro a Lucània en una batalla sense vencedor clar, i després Marcel ja només va fer moviments de poca importància. Cridat a Roma per celebrar els comicis, no hi va anar, i els va haver de dirigir un dictador nomenat a l'efecte, Quint Fulvi.
A l'any següent (209 aC) va conservar el comandament com a procònsol i altre cop es va enfrontar amb Hanníbal prop de Canusium on es van lliurar tres batalles seguides: a la primera no hi va haver resultat apreciable; a la segona els romans foren derrotats; i a la tercera els romans es van atribuir la victòria, però el cert és que els cartaginesos van poder avançar cap al Brútium sense ser molestats i Marcel no el va poder seguir pel gran nombre de ferits que tenia. Marcel va restar prop de Venúsia la resta de l'any. Un tribú va proposar llavors de treure-li el comandament, però es va presentar a Roma i va aconseguir evitar-ho i encara fou escollit cònsol per l'any següent, per cinquena vegada, junt amb Tit Quint Crispí.

## Cinquè consolat
Al seu cinquè consolat el 208 aC va ser enviat a Etrúria, on va sufocar la revolta d'Arretium i va controlar el descontentament. Després va tornar a Roma i es va preparar per reprendre les operacions contra Hanníbal, però uns auguris desfavorables el van aturar. Finalment, va arribar a Venúsia on era l'exèrcit consular i es va reunir amb el seu col·lega Tit Quint Crispí, que venia del Brútium.
Hanníbal havia establert el seu campament no lluny del campament romà (entre Venúsia i Bàntia). En una missió de reconeixement, els romans van caure en una emboscada dels númides i van ser derrotats. El mateix Marcel va resultar mort. Hanníbal generosament li va rendir honors.